# William C. Scott
Pour l’article homonyme, voir William Scott.
William C. Scott (né le 6 octobre 1921 à Kinmount en Ontario et mort le 17 avril 1998) fut un marchand et homme politique fédéral de l'Ontario.

## Biographie
Élu député progressiste-conservateur dans la circonscription de Victoria en 1965, il est réélu dans Victoria—Haliburton en 1968, 1972, 1974, 1979, 1980, 1984 et 1988. Après près de 28 ans comme député, il est défait en 1993. Nommé au Conseil privé de la Reine en reconnaissance de sa longue carrière politique, ceci lui permit d'avoir le titre de L'honorable.
Sa fille Laurie Scott, devient également parlementaire en tant que ministre et députée progressiste-conservatrice de la circonscription provinciale d'Haliburton—Kawartha Lakes—Brock.